# Izquierda Liberal (Italia)
Izquierda Liberal (Sinistra Liberale) (SL) fue una pequeña formación política italiana formado originalmente por la facción más izquierdista del Partido Liberal Italiano tras su disolución, integrante desde su creación de Demócratas de Izquierdas.
Desde 2008 actúa como corriente interna liberal de izquierdas del Partido Democrático con el nombre de Liberal PD.
- Datos: Q3961875